# Polanka (Zabrzeż)
Polanka – przysiółek wsi Zabrzeż w Polsce położony w województwie małopolskim, w powiecie nowosądeckim, w gminie Łącko.
W latach 1975–1998 miejscowość administracyjnie należała do województwa nowosądeckiego.